# ريكاردو سا بينتو
ريكاردو مانويل سيلفا سا بينتو (بالبرتغالية: Ricardo Sá Pinto‏)، من مواليد 10 أكتوبر 1972 في بورتو في البرتغال، و هو مدرب نادي الرجاء الرياضي حاليا .
بدأ مسيرته الكروية مع نادي سالغويروس في عام 1992، ولعب معهم حتى عام 1994، وشارك معهم في 57 مباراة وسجل 17 هدف، وفي عام 1994 انتقل إلى نادي سبورتنغ لشبونة، ولعب معهم حتى عام 1997، وشارك معهم في 77 مباراة وسجل 20 هدف، وفي عام 1997 انتقل إلى نادي ريال سوسييداد الإسباني، ولعب معهم حتى عام 2000، وشارك معهم في 66 مباراة وسجل 6 أهداف، وفي عام 2000 انتقل إلى نادي سبورتنغ لشبونة، ولعب معهم حتى عام 2006، وشارك معهم في 97 مباراة وسجل 14 هدف، وفي عام 2006 انتقل إلى نادي ستاندارد لياج .
و قد لعب مع منتخب البرتغال لكرة القدم بين عامي 1994 و2001، وشارك معهم في 45 مباراة وسجل 10 أهداف.

## روابط خارجية
- ريكاردو سا بينتو على موقع الاتحاد الدولي (مؤرشف)  (الإنجليزية)
- ريكاردو سا بينتو على موقع الاتحاد الأوربي (الإنجليزية)
- ريكاردو سا بينتو على موقع قاعدة بيانات كرة القدم.إي يو (الإنجليزية)
- ريكاردو سا بينتو على موقع بيانات كرة القدم. دي إي (الألمانية)
- ريكاردو سا بينتو على موقع ناشيونال فوتبول تيمز (الإنجليزية)
- ريكاردو سا بينتو على موقع عالم كرة القدم.نت (الإنجليزية)